# Harlow
Harlow er en by i Harlow-distriktet, Essex, England, med et indbyggertal (pr. 2015) på 85.520. Distriktet har et befolkningstal på 85.995 (pr. 2015). Byen ligger 33 km fra London. Den nævnes i Domesday Book fra 1086, hvor den kaldes Herlaua.